# 杨家桥乡
杨家桥乡，是中华人民共和国河北省石家庄市平山县下辖的一个乡镇级行政单位。

## 行政区划
杨家桥乡下辖以下地区：
杨家桥村、岭东村、讲里村、店头村、古道村、林峪村、老坟沟村、王家峪村、白羊口村、羊圈脑村、前湾村、南营村、踏马村、康庄村、南庄村、工上村、鸡石村、东方齐村、河西头村、陈家村、沟掌村、水关村、大庄村、大坪村、猴刎村、四里铺村、九里铺村和大柳树村。

## 中国传统村落
2013年8月，大坪村、大庄村获批第二批中国传统村落。